# Literaturjahr 1979
Liste der Literaturjahre

◄ | 1975 | 1976 | 1977 | 1978 | Literaturjahr 1979 | 1980 | 1981 | 1982 | 1983 | ► | ►►

Weitere Ereignisse

## Ereignisse

### Literaturpreise
- Nobelpreis für Literatur: Odysseas Elytis

- Pulitzer-Preise (Auswahl):
  - Belletristik: The Stories of John Cheever von John Cheever
  - Drama: Buried Child von Sam Shepard
  - Dichtung: Now and Then von Robert Penn Warren
  - Geschichte: The Dred Scott Case: Its Significance in American Law and Politics von Don E. Fehrenbacher
  - Sachbuch: On Human Nature von Edward O. Wilson

- Nebula Award

- Arthur C. Clarke, The Fountains of Paradise, Fahrstuhl zu den Sternen, Kategorie: Bester Roman
- Barry B. Longyear, Enemy Mine, Du, mein Feind auch: Mein lieber Feind, Kategorie: Bester Kurzroman
- George R. R. Martin, Sandkings, Sandkönige, Kategorie: Beste Erzählung
- Edward Bryant, giANTS, Das New-Mexico-Projekt, Kategorie: Beste Kurzgeschichte

- Hugo Award

- Vonda N. McIntyre, Dreamsnake, Die Traumschlange, Kategorie: Bester Roman
- John Varley, The Persistence of Vision, Die Trägheit des Auges, Kategorie: Bester Kurzroman
- Poul Anderson, Hunter's Moon, Jägermond, Kategorie: Beste Erzählung
- C. J. Cherryh, Cassandra, Kassandra, Kategorie: Beste Kurzgeschichte

- Locus Award

- Vonda N. McIntyre, Dreamsnake, Die Traumschlange, Kategorie: Bester Roman
- John Varley, The Persistence of Vision, Die Trägheit des Auges, Kategorie: Bester Kurzroman
- John Varley, The Barbie Murders, Kategorie: Beste Erzählung
- Harlan Ellison, Count the Clock that Tells the Time, Kategorie: Beste Kurzgeschichte
- John Varley, The Persistence of Vision, Kategorie: Beste Sammlung
- Terry Carr, The Best Science Fiction of the Year #7, Kategorie: Beste Anthologie

## Neuerscheinungen
Belletristik
- Abendlicht – Stephan Hermlin
- Ben liebt Anna – Peter Härtling
- Bestiarium – Julio Cortázar
- Collin – Stefan Heym
- Dead Zone – Das Attentat – Stephen King
- Elefantengedächtnis – António Lobo Antunes
- Eszter und Angela – Magda Szabó (Neuübersetzung)
- Fahndung oder die Reise zu sich selbst (Neubearbeitung des Originals von 1962) – Thomas Valentin
- Die Fälschung – Nicolas Born
- Flowers in the Attic – V. C. Andrews
- Fürsorgliche Belagerung – Heinrich Böll
- Die Gasse der dunklen Läden – Patrick Modiano
- Die Harfe und der Schatten – Alejo Carpentier
- Herland – Charlotte Perkins Gilman
- Hochspannung – Arthur Hailey
- Der lange Traum – Margaret Atwood
- Ein Mann – Oriana Fallaci
- Eine Messe für die Stadt Arras – Andrzej Szczypiorski
- Sehr blaue Augen – Toni Morrison
- Sie waren zehn – Heinz G. Konsalik
- Solomons Lied – Toni Morrison
- Terra nostra – Carlos Fuentes
- The Hitchhiker’s Guide to the Galaxy – Douglas Adams

Drama
- Amadeus – Peter Shaffers
- Bent – Martin Sherman
- Vor dem Ruhestand – Thomas Bernhard

Sachliteratur
- Die Abschaffung des Menschen – C. S. Lewis
- An die Hölle verraten – Michael Herr
- Haben Sie davon gewußt? – „Befragungsbuch“ von Walter Kempowski
- Perversion – Die erotische Form von Hass – Robert Stoller
- Wasser überall – Rainer Sacher

(Auto)biographien
- Das periodische System – Primo Levi (deutsche Übersetzung; das italienische Original erschien 1975)

Kinder- und Jugendliteratur
- Florian der Geisterseher – Oliver Hassencamp
- Ox-Cart Man – Donald Hall, mit Illustrationen von Barbara Cooney

## Geboren
- 22. Januar: Franziska Gerstenberg, deutsche Schriftstellerin
- 04. Februar: Ben Lerner, US-amerikanischer Dichter und Schriftsteller
- 26. März: A. Igoni Barrett, nigerianischer Schriftsteller
- 06. April: Uljana Wolf, deutsche Lyrikerin und Übersetzerin
- 09. April: Elisabeth Etz, österreichische Kinder- und Jugendbuchautorin
- 15. Mai: Ulrike Almut Sandig, deutsche Lyrikerin und Schriftstellerin
- 14. Juni: Constantin Schreiber, deutscher Journalist und Buchautor
- 02. Juli: Najat El Hachmi, spanische Schriftstellerin
- 14. Juli: Yukiko Motoya, japanische Schriftstellerin
- 14. August: Sayaka Murata, japanische Schriftstellerin
- 03. September: Will Hill, britischer Schriftsteller
- 22. September: Roberto Saviano, italienischer Schriftsteller und Journalist
- 23. September: Refaat Alareer, palästinensischer Lyriker und Anglist († 2023)
- 12. Dezember: Saphia Azzeddine, marokkanisch-französische Schriftstellerin
- 23. Dezember: Szczepan Twardoch, polnischer Schriftsteller

### Genaues Datum unbekannt
- Molly Antopol, US-amerikanische Schriftstellerin
- Yavuz Ekinci, türkisch-kurdischer Schriftsteller
- Elisa Gabbert, US-amerikanische Lyrikerin, Essayistin und Kolumnistin
- Dinçer Güçyeter, deutscher Theatermacher, Lyriker, Romanautor, Herausgeber und Verleger
- Ryan David Jahn, US-amerikanischer Schriftsteller
- Katie Kitamura, US-amerikanische Schriftstellerin
- Emily St. John Mandel, englischsprachige kanadische Schriftstellerin
- Jan Schönherr, deutscher literarischer Übersetzer
- Irene Vallejo, spanische Literaturwissenschaftlerin und Schriftstellerin

## Gestorben
- 06. Januar: Giorgio Colli, italienischer Philosoph, Literaturwissenschaftler und Übersetzer (* 1917)
- 08. Januar: Bogdan Ostromęcki, polnischer Lyriker, Essayist und Übersetzer (* 1911)
- 27. Januar: Victoria Ocampo, argentinische Schriftstellerin und Übersetzerin (* 1890)
- 29. Januar: Alf Ahlberg, schwedischer Schriftsteller und Philosoph (* 1892)
- 07. April: Bruno Apitz, deutscher Schriftsteller (* 1900)
- 22. April: Madeline Gleason, US-amerikanische Lyrikerin (* 1903)
- 10. Mai: Louis Paul Boon, flämischer Schriftsteller (* 1912)
- 14. Mai: Jean Rhys, britische Schriftstellerin (* 1890)
- 15. Mai: Eduard Zak, österreichischer Schriftsteller, Übersetzer und Kritiker (* 1906)
- 03. Juni: Arno Schmidt, deutscher Schriftsteller und Übersetzer (* 1914)
- 09. Juni: Ara Masahito, japanischer Essayist und Übersetzer (* 1913)
- 15. Juni: Ernst Meister, deutscher Dichter und Schriftsteller (* 1911)
- 16. Juni: Liselotte Welskopf-Henrich, deutsche Schriftstellerin und Althistorikerin (* 1901)
- 29. Juni: Blas de Otero, spanischer Lyriker (* 1916)
- 30. Juni: Hugh Garner, kanadischer Schriftsteller (* 1913)
- 01. Juli: Takiguchi Shūzō, japanischer Lyriker (* 1903)
- 08. Juli: Tommaso Landolfi, italienischer Schriftsteller (* 1908)
- 15. Juli: Juana de Ibarbourou, uruguayische Dichterin (* 1895)
- 21. Juli: Ludwig Renn, deutscher Schriftsteller (* 1889)
- 23. Juli: Joseph Kessel, französischer Schriftsteller (* 1898)
- 11. August: James Gordon Farrell, irisch-britischer Schriftsteller (* 1935)
- 13. August: Fukunaga Takehiko, japanischer Schriftsteller und Übersetzer (* 1918)
- 14. August: Richard Alewyn, deutscher Germanist und Literaturkritiker (* 1902)
- 22. August: James T. Farrell, US-amerikanischer Schriftsteller (* 1904)
- 24. August: Fritz Riemann, deutscher Psychoanalytiker und Autor (* 1902)
- 24. August: Nakano Shigeharu, japanischer Schriftsteller (* 1902)
- 26. August: Mika Waltari, finnischer Schriftsteller (* 1908)
- 31. August: Celso Emilio Ferreiro, spanisch-galicischer Schriftsteller (* 1912)
- 10. September: Agostinho Neto, angolanischer Politiker und Dichter (* 1922)
- 27. September: Pascal Pia, französischer Schriftsteller (* 1903)
- 05. Oktober: Sophie Dorothee von Podewils, deutsche Erzählerin und Lyrikerin (* 1909)
- 06. Oktober: Elizabeth Bishop, US-amerikanische Dichterin und Schriftstellerin (* 1911)
- 19. Oktober: Richard Friedenthal, deutscher Schriftsteller (* 1896)
- 31. Oktober: Carl Merz, österreichischer Kabarettist und Schriftsteller (* 1906)
- 05. November: Al Capp, US-amerikanischer Comicautor und -zeichner (* 1909)
- 10. November: Friedrich Torberg, österreichischer Schriftsteller und Übersetzer (* 1908)
- 12. November: Ursula Adam, deutsche Dichterin und Schriftstellerin (* 1922)
- 17. November: Immanuel Velikovsky, Autor (* 1895)
- 22. November: George Froeschel, österreichisch-amerikanischer Schriftsteller (* 1891)
- 29. November: Walter Matthias Diggelmann, Schweizer Schriftsteller (* 1927)
- 07. Dezember: Nicolas Born, deutscher Schriftsteller (* 1937)
- 24. Dezember: Rudi Dutschke, deutscher Soziologe und Autor (* 1940)